# Vláda Státu Izrael
Vláda Státu Izrael (hebrejsky ממשלה‎‎, memšala) je vrcholným orgánem výkonné moci v Izraeli. Její postavení vymezuje Základní zákon: Vláda z let 1968, 1992 a 2001. Vláda je vybrána a vedena premiérem. Její složení musí být schváleno Knesetem.
Od června 2021, v pořadí 36. izraelskou vládu, sestavenou po parlamentních volbách z března 2021, vede od července 2022 premiér Ja'ir Lapid ze strany Ješ atid, který nahradil Naftaliho Bennetta, tehdejšího předsedu vládní koaliční strany Jamina. Bennett naopak Lapida vystřídal v úřadu alternujícího premiéra.

## Prozatímní vláda
Historicky první izraelskou vládou byla prozatímní vláda (ha-memšala ha-zmanit). Ta vznikla jako Minhelet ha-am (hebrejsky מנהלת העם‎, doslova „správa lidu“) v přípravě na nezávislost, která byla vyhlášena 14. května 1948. Všichni její členové pocházeli z Mo'ecet ha-am (Rady lidu), zákonodárného tělesa, které bylo založeno přibližně ve stejném období. Dne 12. května pak Minhelet ha-am hlasovala o tom, zda vyhlásit nezávislost. Ta pak byla vyhlášena 14. května, a téhož dne se z Minhelet ha-am stala prozatímní vláda, zatímco Mo'ecet ha-am se stala Prozatímní státní radou.